# Fable (Computerspiel, 2004)
Fable ist ein Computer-Rollenspiel des britischen Entwicklungsstudios Lionhead Studios, das im Jahr 2004 für die Xbox veröffentlicht wurde. Eine erweiterte Windows- sowie Mac-OS-Version ist im Herbst 2005 unter dem Titel Fable: The Lost Chapters (TLC) erschienen. Im Oktober 2008 ist der Nachfolger Fable II exklusiv für die Xbox 360 erschienen. Fable III ist am 29. Oktober 2010 für Xbox 360 sowie am 19. Mai 2011 für Windows erschienen. 
Im Jahr 2020 wurde die Entwicklung eines Fable-Reboots für Xbox Series X sowie Windows bekanntgegeben.

## Handlung
Ein Junge sieht, wie sein Dorf von Banditen überfallen wird. Sein Vater fällt im Kampf um seine Familie, seine Mutter und Schwester werden entführt. Daraufhin trifft der Junge auf einen Mann namens Maze, der ihn in die Heldengilde aufnimmt. Dort verbringt er die nächsten Jahre mit Kampf- und Magietraining, bis er bereit ist, sich den Gefahren und Problemen der Welt Albion zu stellen. In einer seiner ersten Missionen (hier „Quests“ genannt) rettet er seine Schwester. Später tritt der Held in der Arena an und lernt Messer-Jack kennen. Danach erfährt er von seiner Schwester, dass seine Mutter noch lebt und in einem Gefängnis festgehalten wird. Dieses Gefängnis wird von Messer-Jack beherrscht, der darauf aus ist, ganz Albion zu unterwerfen.
Der Held versucht, seine Mutter aus dem Bargate-Gefängnis im Norden Albions zu befreien. Als ihm dieses gelingt, gerät er in eine Falle von Messer-Jack, der die beiden nicht gehen lassen will. Nun ist der Held auch in einer Zelle und muss ein ganzes Jahr warten, bis er es schafft, sich und seine Mutter zu befreien. Seine Mutter schenkt ihm zum Dank die Fähigkeit, mit ihr durch ein Siegel zu kommunizieren. Später stellt sich heraus, dass Messer-Jack Maze einmal das Leben gerettet hat und insgeheim für ihn arbeitet. Der Spieler tötet Maze letztendlich.
Am Schluss der ursprünglichen Version muss der Held gegen den Endgegner Messer-Jack kämpfen. Ist Messer-Jack tot, muss der Spieler sich entscheiden, ob er seine Schwester tötet und somit das Schwert der Ewigkeit behält, oder ob er die Waffe vernichtet und seine Schwester am Leben lässt.

## Spielprinzip

### Charakterentwicklung
Die Charakterentwicklung ist eines der wichtigsten Spielelemente in Fable. Der Spieler steuert einen Helden, der sich im Lauf der Zeit immer mehr verändert. So fängt er zum Beispiel an zu altern. Wird ihm viel Kuchen zu essen gegeben, fängt er an übergewichtig zu werden. Trägt der Held hingegen schwere Waffen und ernährt sich normal, wird er zu einem Muskelprotz. Unterschiedliche Frisuren und Bärte wirken sich auch auf das Verhalten seiner Umgebung (also der Bewohner) aus. Weiterhin kann sich der Held bei den diversen Händlern tätowieren lassen.
Abgesehen davon erhält der Held verschiedene Ausdrucksmittel, je bekannter er wird und je mehr Aufgaben er löst.
Unter anderem ist er ab einer bestimmten Bekanntheitsstufe dazu in der Lage, einen Stepptanz aufzuführen. Zudem kann der Held im Spiel Beziehungen eingehen und Sex haben, wobei die sexuelle Orientierung nicht nur auf Heterosexualität beschränkt ist.

### Gut/Böse-System
Wie in Star Wars: Knights of the Old Republic oder Black & White kann der Spieler selbst bestimmen, ob er sich gut oder böse verhalten will. Das Töten vieler Dorfbewohner und Warendiebstahl bei den Händlern erhöht den Punktestand für böse Taten. Hilft die Spielfigur hingegen den Menschen, sammelt sie Punkte für gute Taten. Kleidung ist ein sehr wichtiger Punkt: Das Tragen von heller Kleidung macht auf die Dorfbewohner einen sympathischen Eindruck, hingegen führt dunkle Kleidung dazu, dass die Dorfbewohner vor der Spielfigur fliehen.
Ebenso kann verschiedene Arten von Nahrung das Gut und Böse beeinflussen. Isst man z. B. ein Knusperhühnchen, wird man böse, isst man Tofu, wandelt es die Einstellung des Charakters zum Guten.

## Entwicklungsgeschichte
Fable war eine Entwicklung des 1999 gegründeten, unabhängigen Entwicklerstudios Big Blue Box aus dem benachbarten Godalming. Das Studio ging eine Kooperation mit Peter Molyneux’ Lionhead Studios ein, um sein Projekt im Austausch gegen Unternehmensanteile besser vermarkten zu können. Die Gründer Dene und Simon Carter hatten zuvor bei Bullfrog gearbeitet und das Konzept des Spieles entworfen, an dem sie zunächst mit 15 Personen arbeiteten. Big Blue Box wurde in dieser Zeit als Satellitenstudio von Lionhead bezeichnet. Das erste Mal wurde Fable auf der E3 2001 unter dem Arbeitstitel Project Ego vorgestellt. Dieser Arbeitstitel wurde später in Fable geändert.
Das Team arbeitete zunächst weitgehend eigenständig und ungestört an dem Titel, bis Microsoft, das den Eintritt in den Markt für Spielkonsolen plante, auf Fable aufmerksam wurde. Auf der Suche nach einem exklusiven Rollenspiel für die Xbox entwickelte insbesondere Konsolenschöpfer Ed Fries ein großes Interesse an dem Titel. Microsoft unterzeichnete einen Publishing-Deal mit Lionhead, der das Spiel zu einem Xbox-exklusiven Titel machte. Das Entwicklerteam wuchs zwischenzeitlich auf 30 Personen an. In Vorbereitung eines geplanten, dann jedoch nie umgesetzten Börsengangs, kaufte Lionhead Big Blue Box auf. Durch den geplatzten Börsengang fehlte Lionhead das Kapital, um den Betrieb wie bisher weiterzuführen. Um Fable beenden zu können, musste das Entwicklerteam jedoch aufgestockt werden. Daher verlagerte die Unternehmensleitung das Team von Big Blue Box ins Hauptstudio in Guildford, stellte die neue Entwicklungsarbeit des Teams von Black & White, Project Dimitri, ein und verteilte die freigewordenen Mitarbeiter auf Fable. Das Team wuchs auf 90 Mitarbeiter. Schwierigkeiten ergaben sich aus den unterschiedlichen Firmenkulturen, der darin begründeten unstrukturierten Arbeitsweise und der Tatsache, dass Lionheads Kernstärken bei der Entwicklung von Sandbox-Spielen und Göttersimulationen lag, nicht jedoch bei stark handlungsbasierten Genres wie Rollenspielen. Art Director John McCormack beschwerte sich rückblickend, dass der künstlerische Part des Spiels zu Xbox-Start im November 2001 weitgehend fertiggestellt gewesen sei, die Entwicklung der Spielmechanik und der Handlung die Veröffentlichung dann jedoch um drei Jahre verzögert habe. Auch war das Spiel ursprünglich für leistungsfähige PCs entwickelt worden, die schwächere Xbox-Architektur führte hingegen zu großen Performance-Problemen. Microsoft griff mit der Entsendung von Technikern und Produzenten unterstützend ein. Produzentin Louise Copley gelang es vor allem, Peter Molyneux einzuhegen und die Arbeiten in geordnete Bahnen zu lenken.
Die Entwicklungsarbeiten wurden Ende August 2004 abgeschlossen. Nach mehreren Verschiebungen erschien Fable im Oktober 2004 für die Xbox. Im März 2005 wurde die PC-Version erneut angekündigt, nachdem sie anfänglich gestrichen wurde, und erschien im Herbst als The Lost Chapters.
Die Musik wurde in beiden Spielen von Russel Shaw und dem Filmkomponisten Danny Elfman geschrieben.

## Versionen

### Fable: The Lost Chapters
Fable: The Lost Chapters ist eine erweiterte Neuauflage von Fable. The Lost Chapters erschien im vierten Quartal 2005 für Windows sowie Mac OS und 2006 auch für Xbox. Zu den neuen Inhalten gegenüber der ursprünglichen Xbox-Fassung gehören unter anderem 16 neue Quests, darunter elf optionale Quests und fünf, die die Handlung erweitern.
Demnach versucht Messer-Jack nach seinem augenscheinlichen Tod, wieder nach Albion zu gelangen. Der Held muss schließlich drei Seelen opfern, um Messer-Jack aufzuhalten. Dazu kann er mit der Haupthandlung verknüpfte Personen töten oder die Seelen Verstorbener nehmen. Im Endkampf trifft er auf Messer-Jack in Form eines Drachen und tötet ihn endgültig. Dabei hat er die Wahl, Messer-Jacks Maske zu behalten oder wegzuwerfen. Nachdem der komplette Abspann ohne Beschleunigen etwa durch die ESC-Taste erfolgt ist, kehrt der Held nach Albion zurück und kann sich in der Welt frei bewegen und verbliebene Quests lösen.
Ferner gehören neue Gesten (unter anderem Tanzen und Luftgitarre spielen) zu The Lost Chapters. Neue Rüstungen und Helme und neue Gegner (Eistroll und Schnee-Balverine) sind ebenfalls Teil der Features, die der The-Lost-Chapters-Version gegenüber der ursprünglichen Version spendiert wurden. Außerdem gibt es neue Möglichkeiten der Steuerungskonfiguration, eine neue Stadt und sogar ein Bordell.

### Fable Anniversary
Am 4. Juni 2013 wurde für die Xbox 360 ein HD-Remake von Fable: The Lost Chapters angekündigt. Der Erscheinungstermin wurde auf den 7. Februar 2014 verschoben. Am 12. September 2014 erschien die überarbeitete Windows-Version bei Steam.

## Rezeption
Die Kritiken des Spiels waren mehrheitlich positiv. Das Spiel verkaufte sich in der ersten Woche 375.000 Mal, nach einem Monat lagen die Zahlen bei 600.000 Kopien. Im Juli 2006 gab das amerikanische Magazin Next Generation die Verkaufszahlen für den US-Markt mit 1,5 Millionen an, der Umsatz wurde auf 58 Millionen Dollar beziffert. Damit rangierte Fable auf Platz 29 der erfolgreichsten Spiele für PlayStation 2, Xbox und Gamecube seit dem Jahr 2000. 2010 wurden die Verkaufszahlen mit drei Millionen angegeben.
Microsoft zeigte sich zufrieden mit dem Erfolg und bezeichnete Fable als das zweitwichtigste Franchise der Xbox nach Halo. Die Entwicklung einer Fortsetzung für die Nachfolgerkonsole Xbox 360 wurde zügig vertraglich beschlossen.
Kritik gab es insbesondere an den Versprechungen von Peter Molyneux, die er im Verlauf der Entwicklung gegenüber der Presse abgab. Insbesondere die reaktive, sich entwickelnde Spielwelt erreichte nie die versprochene Qualität. Beispielhaft genannt wurden retrospektiv immer die Versprechen, dass der Spieler Kinder zeugen würde oder einen Baum pflanzen und heranwachsen sehen könne. Auch ein Mehrspieler-Modus über Xbox Live wurde bis zum Nachfolger nie realisiert und war laut Teamaussagen auch nicht geplant. Zwar entschuldigte sich Molyneux nach Veröffentlichung in einem Forenpost für diese gebrochenen Versprechen. Da er dieses Verhalten jedoch schon zuvor und auch bei nachfolgenden Spielen an den Tag legte, trug es langfristig zu einer immer stärker werdenden, negativen öffentlichen Beurteilung des Designers bei.

## Nachfolger
Fable II ist der zweite Teil der Fable-Reihe und erschien am 24. Oktober 2008 exklusiv für Xbox 360.
Das Spiel erschien am 29. Oktober 2010 für Xbox 360. Für Windows erschien Fable III am 19. Mai 2011.

## Romane zu den Spielen
- Peter David: Fable: Der Orden der Balverine, Februar 2011, Panini Verlag, ISBN 978-3-8332-2238-2.
- Peter David: Fable: Blood Ties. Oktober 2011, Ace-Verlag, ISBN 978-1-937007-40-9 (englisch)
- Christie Golden: Fable: Edge of the World. August 2012, Del Rey-Verlag, ISBN 978-0-345-53937-3 (englisch)